# Rudnicze (Poznań)

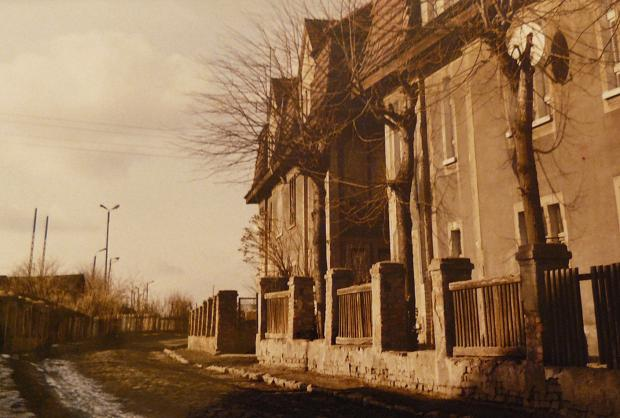
Osiedle dawnej huty miedzi przy ul. Rudnicze/Ceglanej (1993)

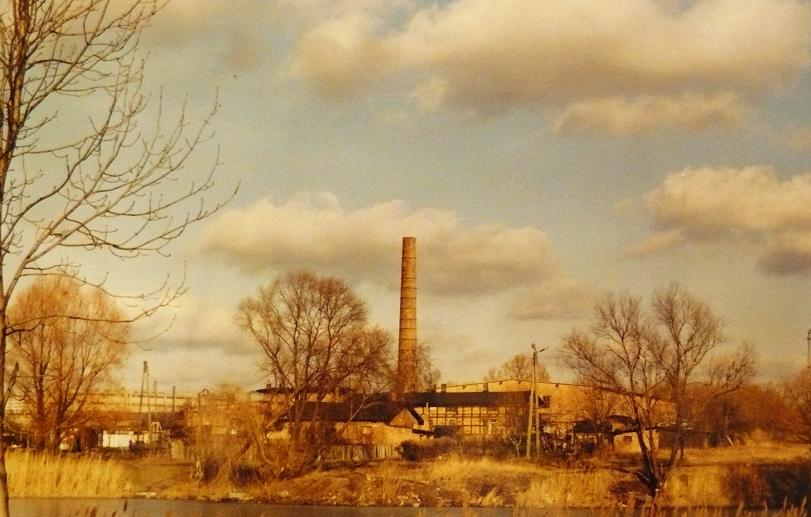
Krajobraz cegielniany w Rudniczem w 1993 – obecnie już nieistniejący

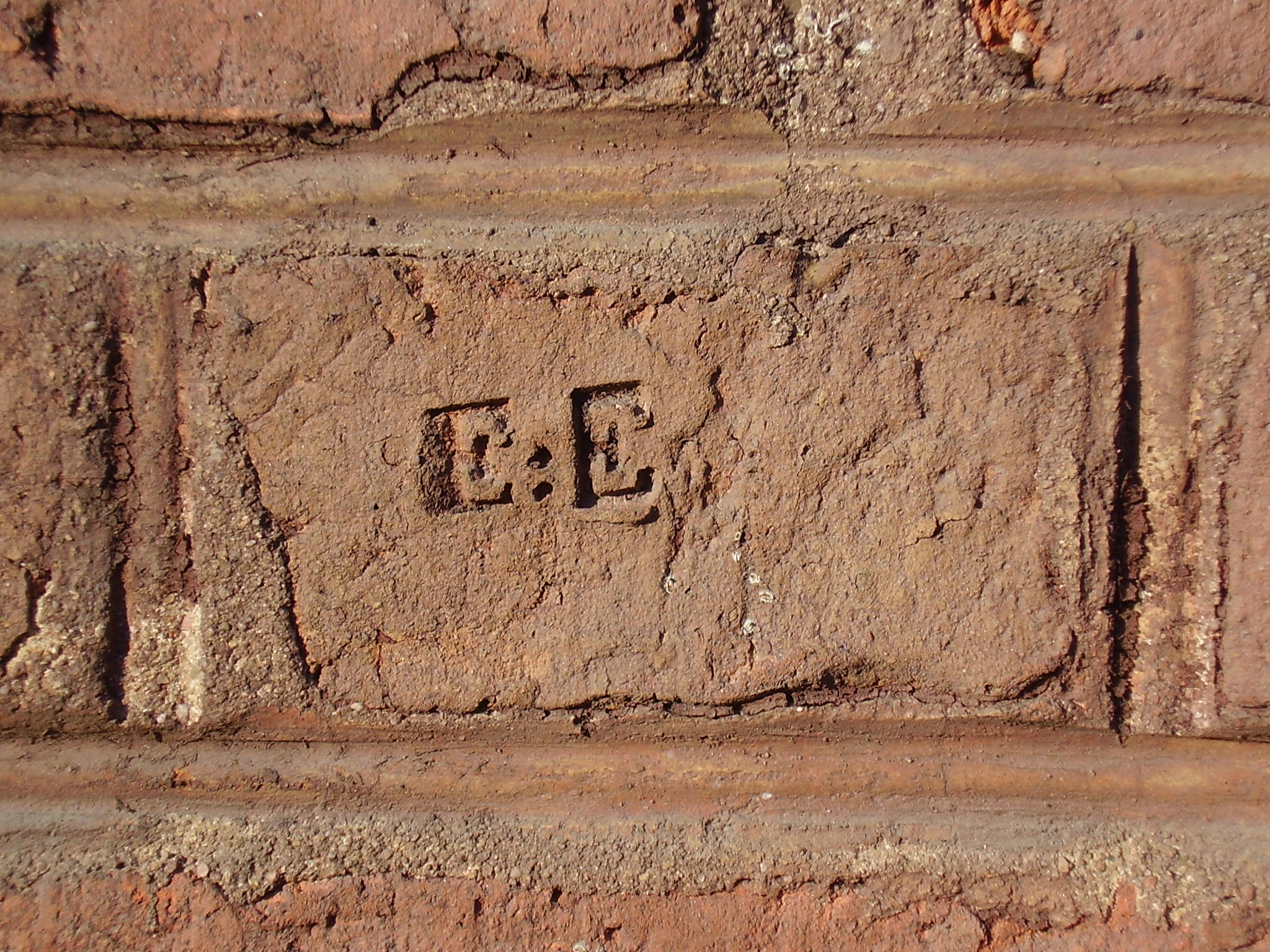
Stempel cegielni Edward Ephraim

Rudnicze – część Poznania  a zarazem jednostka obszarowa Systemu Informacji Miejskiej (SIM) zlokalizowana na zachód od Górczyna, w przybliżeniu pomiędzy ulicą Wołczyńską, linią kolejową E20, Stawem Baczkowskim, ulicą Głogowską oraz stawami Głęboki Dół i Karpętaj. Graniczy z Kopaniną i Górczynem (na wschodzie i południowym wschodzie), Fabianowem (na południu) i Junikowem na północy. Przez Rudnicze przepływają cieki wodne, m.in. Ceglanka, Plewianka, Skórzyna i Strumień Junikowski.

## Charakter
Rudnicze jest dzielnicą przemysłowo-mieszkaniową z bardzo silnymi tradycjami cegielnianymi. Znajdują się tutaj osiedla domów jedno- i wielorodzinnych z różnych okresów XX w. (interesujący architektonicznie jest np. kompleks domów wielorodzinnych dla pracowników dawnej huty miedzi z początku XX w. przy ul. Rudnicze).
Podczas II wojny światowej w obrębie Rudniczego zlokalizowano duże magazyny Organizacji Todt.

## Historia i tradycje cegielniane
Rudnicze (Rudnice zwane Rudnicami) nadał Przemysław II Paniom Dominikankom poznańskim (kościół na ul. Wronieckiej) w 1283 według Długosza i Bzowskiego, zaś w roku 1296 według Kodeksu Wielkopolskiego. W XIX wieku było wsią folwarczną, w której stało 15 domów zamieszkałych przez 148 mieszkańców. Około 1850 folwark zakupił ksiądz Ignacy Cwojdziński z Litwy lub Żmudzi. Po jego zabójstwie teren przejął Żyd – Edward Ephraim, który w 1919 optował za Niemcami i opuścił Polskę. Posiadłość przeszła w ręce filozofa – dra Zygmunta Szymańskiego oraz (w małej części) spółki Wielkopolska Huta Miedzi.
W początkach czerwca 1927 w cegielniach Rudniczego i Fabianowa wybuchły strajki robotnicze, w których uczestniczyło około 120 pracowników, żądających 20-procentowej podwyżki płac. Strajki zakończyły się porozumieniem.
24 stycznia 1945 radzieckie pułki (74. i 83.) napotkały na Rudniczem oraz na Fabianowie silny opór niemiecki (Niemcy wykorzystali wyrobiska cegielniane). Przełamać ten opór udało się dopiero w godzinach popołudniowych, z wykorzystaniem ognia artyleryjskiego 11. brygady pancernej. 83. pułk zdobył wtedy Rudnicze, co zaowocowało możliwością zajęcia obszaru między fortami VIII i IX oraz otworzyło drogę w stronę Łazarza.
Przemysłowa historia Rudniczego wiąże się przede wszystkim z przemysłem cegielnianym. Na terenie tej części miasta istniała grupa kilkunastu cegielni, powiązanych między sobą i między gliniankami siecią kolei cegielnianych, a także bocznicami normalnotorowymi z obecną linią E20. Pozostałością po tym okresie są liczne stawy, dawne glinianki, które stanowią o klimacie lokalnym. Najważniejsze z nich to, od zachodu: Stara Baba, Staw Baczkowski, Staw Kachlarski, Karpętaj i Głęboki Dół. Stawy te ciągną się dalej na wschód, już na terenie Górczyna, Świerczewa i Fabianowa-Kotowa – np. Staw Rozlany. Zbiorowa, potoczna nazwa tych akwenów, używana przez Poznaniaków, to Szachty. Łącznie powstało około 40 akwenów o zróżnicowanej powierzchni – od 0,2 do 12 ha. W latach 70. XX w. uznano te tereny za jedne z najcenniejszych przyrodniczo na terenie Poznania i objęto ochroną w ramach użytków ekologicznych.
Wszystkie cegielnie powstały w czasie wielkiego boomu budowlanego, jaki miał miejsce w Poznaniu na przełomie XIX i XX w., a związany był ze zlikwidowaniem niektórych obwarowań Twierdzy Poznań. Potem produkowały materiały budowlane na potrzeby miasta do lat 90. XX w., kiedy to zlikwidowano ostatnie z zakładów.
Oprócz przemysłu cegielnianego, na Rudniczem funkcjonowało wiele innych zakładów przemysłowych, związanych z różnymi sektorami gospodarki, przede wszystkim budowlanym. Obecnie jest tu kilkadziesiąt różnych firm, z których największe to Mostostal, Budimex i JMD.

## Zabójstwo księdza Cwojdzińskiego
Folwark Rudnicze zakupił około 1850 ksiądz Ignacy Cwojdziński (ur. ok. 1800). Był on prawdopodobnie emerytowanym kapłanem. Od około 1855 Cwojdziński popadł w konflikty z niektórymi mieszkańcami osady, z uwagi na stałe meldunki na policję dotyczące zakłócania porządku publicznego. Domagał się zwiększenia nadzoru nad tym terenem. Do tragedii doszło w nocy z 30 na 31 października 1869, kiedy to ksiądz obudzony przez psy patrolował swoje gospodarstwo. Usłyszawszy głosy na skraju lasu strzelił na postrach. W odpowiedzi został postrzelony przez napastnika, a potem zmasakrowany kijami przez kilku sprawców. Zdążył doczołgać się do domu, gdzie zmarł. O zabójstwo oskarżono trzech braci Łakomych – Kazimierza z Rudniczego, Marcina z Ławicy i nieznanego z imienia z Fabianowa, ale z braku dowodów (nie było świadków i śladów) skazano ich tylko na pięć lat więzienia za różne kradzieże, np. owczych skór. Na miejscu tragedii postawiono krzyż z drewna, zniszczony przez niemieckich nazistów, odbudowany po wojnie dzięki staraniom dra Zygmunta Szymańskiego, poświęcony 17 sierpnia 1947.

## Komunikacja
Rudnicze obsługiwane jest przez linię autobusową 180 MPK Poznań z dworca autobusowego na Górczynie. Do czasu remontu linii kolejowej E20, na północy dzielnicy znajdował się przystanek kolejowy Poznań Junikowo, który jednak w 2007 został przeniesiony na Osiedle Kwiatowe (ul. Grunwaldzka).

## Toponimia
Nazwy ulic zlokalizowanych na terenie Rudniczego dzielą się na dwie grupy toponimiczne:
- od nazw związanych z produkcją cegielni – np. Ceglana, Gliniana, Wykopy,
- od nazw miejscowości Dolnego, Górnego i Opawskiego Śląska – np. Wołowska, Oleśnicka, Rybnicka, Opawska.

Wyjątek stanowi ul. Rudnicze, która nazwę czerpie bezpośrednio od nazwy dzielnicy.